# Nehézvontató

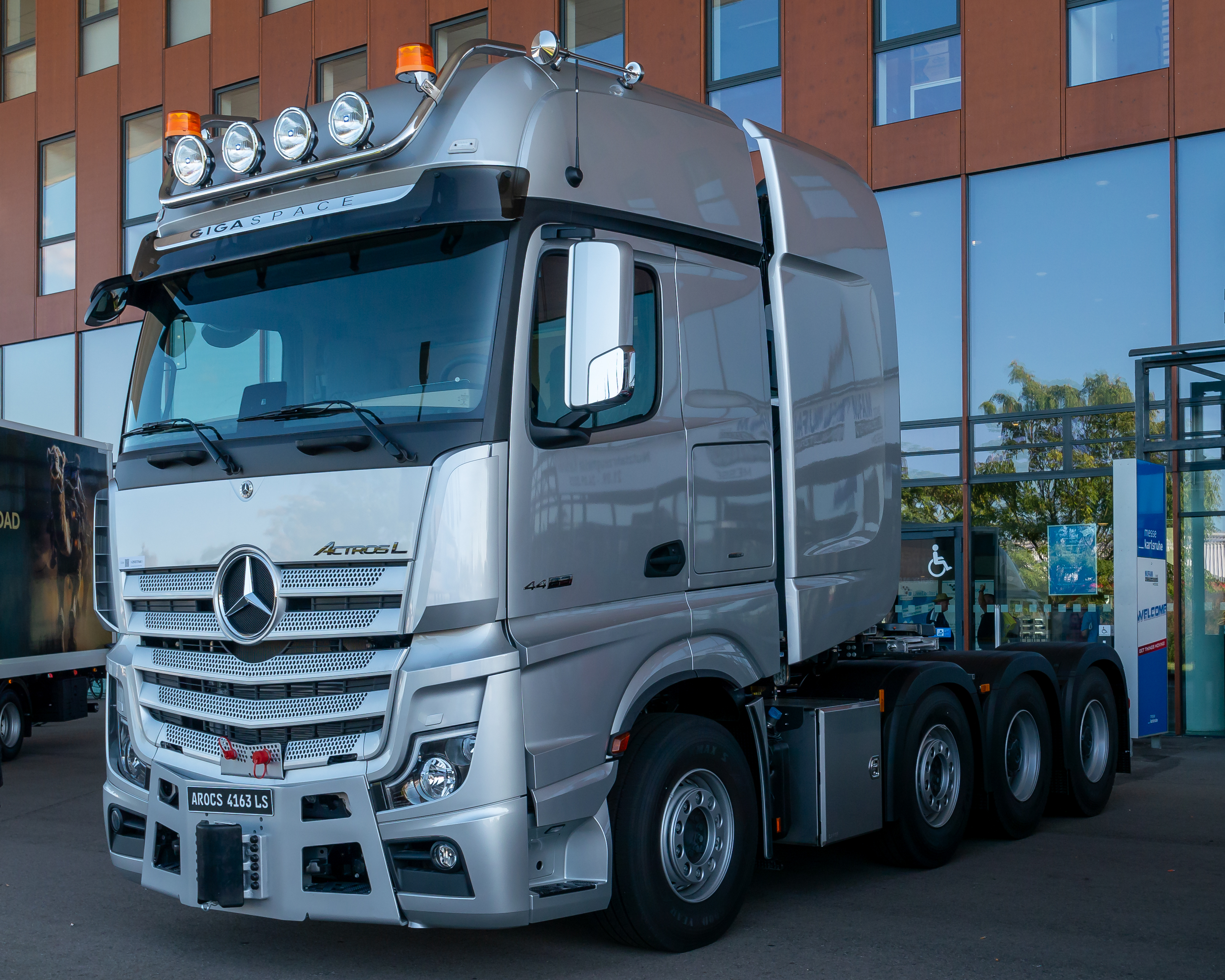
Mercedes Actros típusú nehézvontató

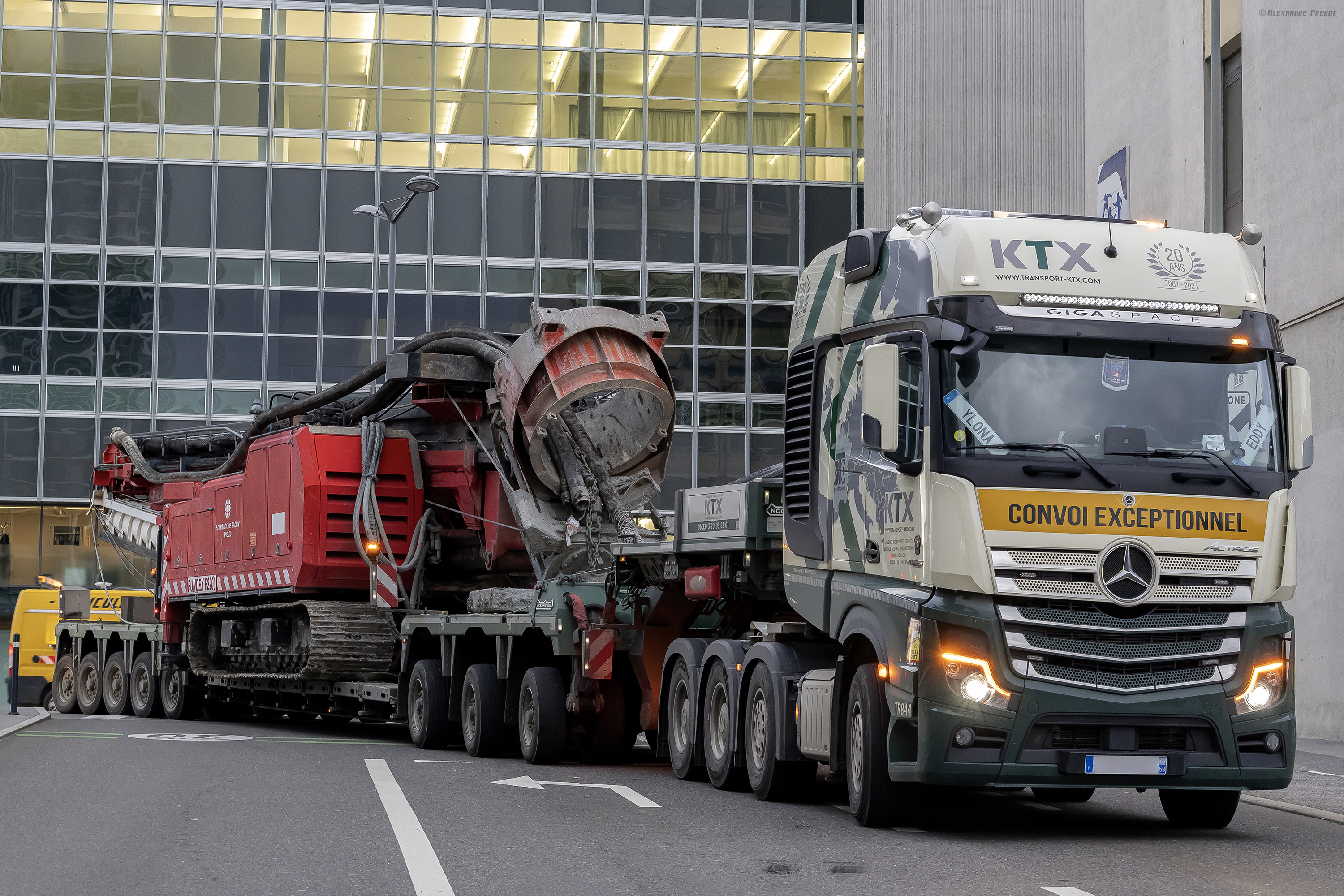
Ugyanaz a típus bevetésen egy mélyépítőgépet szállítva

A nehézvontató egy olyan tehergépkocsi típus, amelyik túlsúlyos vontatmányok és nehéztrélerek vontatására lett kialakítva. A nehézvontatók a szokásosnál nagyobb teljesítményű motorral, nagyobb teherbírású futóművel, és erőátviteli berendezéssel vannak felszerelve a feladatuk elvégzése érdekében. Vontathatnak nyereggel vagy vonófejjel is. Szinte mindegyik ismert, multinacionális teherautógyár kínálatában szerepel nehézvontató is, de vannak kimondottan ezek gyártására szakosodott cégek is. Viszont a nagy cégek nehézvontatói sem teljesen gyári termékek: általában egy leányvállalat vagy külső beszállító révén tesznek szert a speciális alkatrészekre, kialakításokra, amiktől nehézvontatókká válnak.

## Felépítése

### Alapok

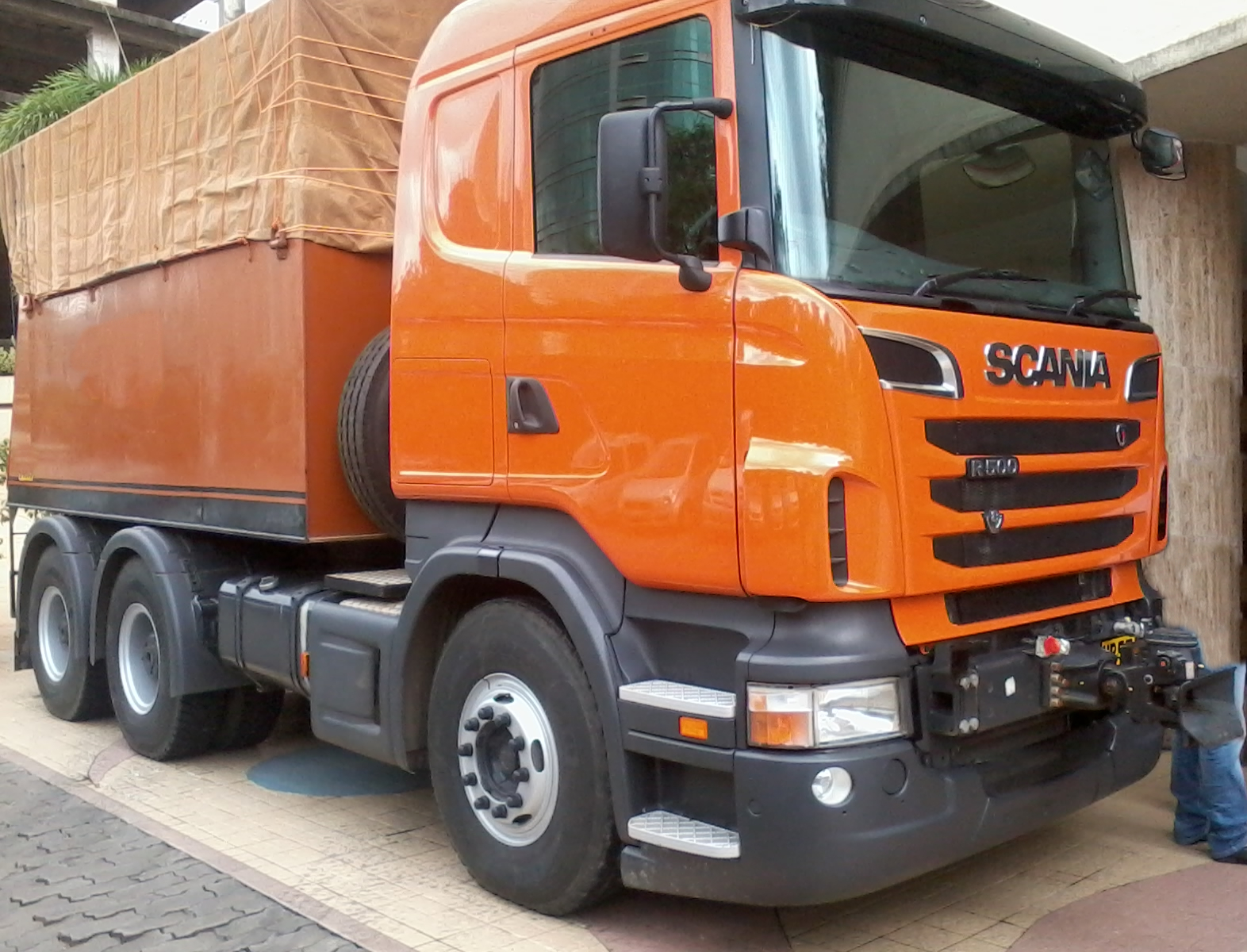
Ballasztplatós nehézvontató három tengellyel (Scania)

A nehézvontatókat általában hagyományos, aktuális teherautóiból alakítják ki a nagy teherautógyárak, mivel azok is az adott típus modellcsaládjába tartoznak. Alapvetően nyergesvontatónak készülnek, ezért rövidebb alvázúak, robusztusabbak, és minimum három tengellyel rendelkeznek, de vonófejjel is fel vannak szerelve. Nem összetévesztendők az építőipari nyergesvontatókkal, amelyek összkerékhajtásúak és erősebbek a hagyományos kéttengelyes vontatókhoz képest, bár nemritkán akár azok is alkalmasak túlsúlyos, vagy legalábbis túlméretes szállítmányok elvontatására. Ha csak a méret nagyobb, de az össztömeg nem haladja meg a 24 tonnát akár hagyományos nyergesvontató is vontathat. Ha viszont 30 tonnát meghaladó az össztömeg már erősebb vontatóra van szükség, a nehézvontatóra pedig megközelítőleg 100 tonna össztömeg felett van igazán szükség. Ekkora tömegeket csak ilyen speciális, megerősített vontatóval lehet vontatni, épp ezért a nehézvontatók motorjai a legerősebbek a közúti teherautók közül: 400-450 kW-tól (kb. 500-600 LE) egészen 700 kW-ig (kb. 900 LE) terjedhetnek a teljesítményeik; néha még több is lehet. A motorok erejét osztóművekkel vagy negyedelőkkel tovább növelik a nagyobb vonóerő elérése érdekében.

### Tengelyek

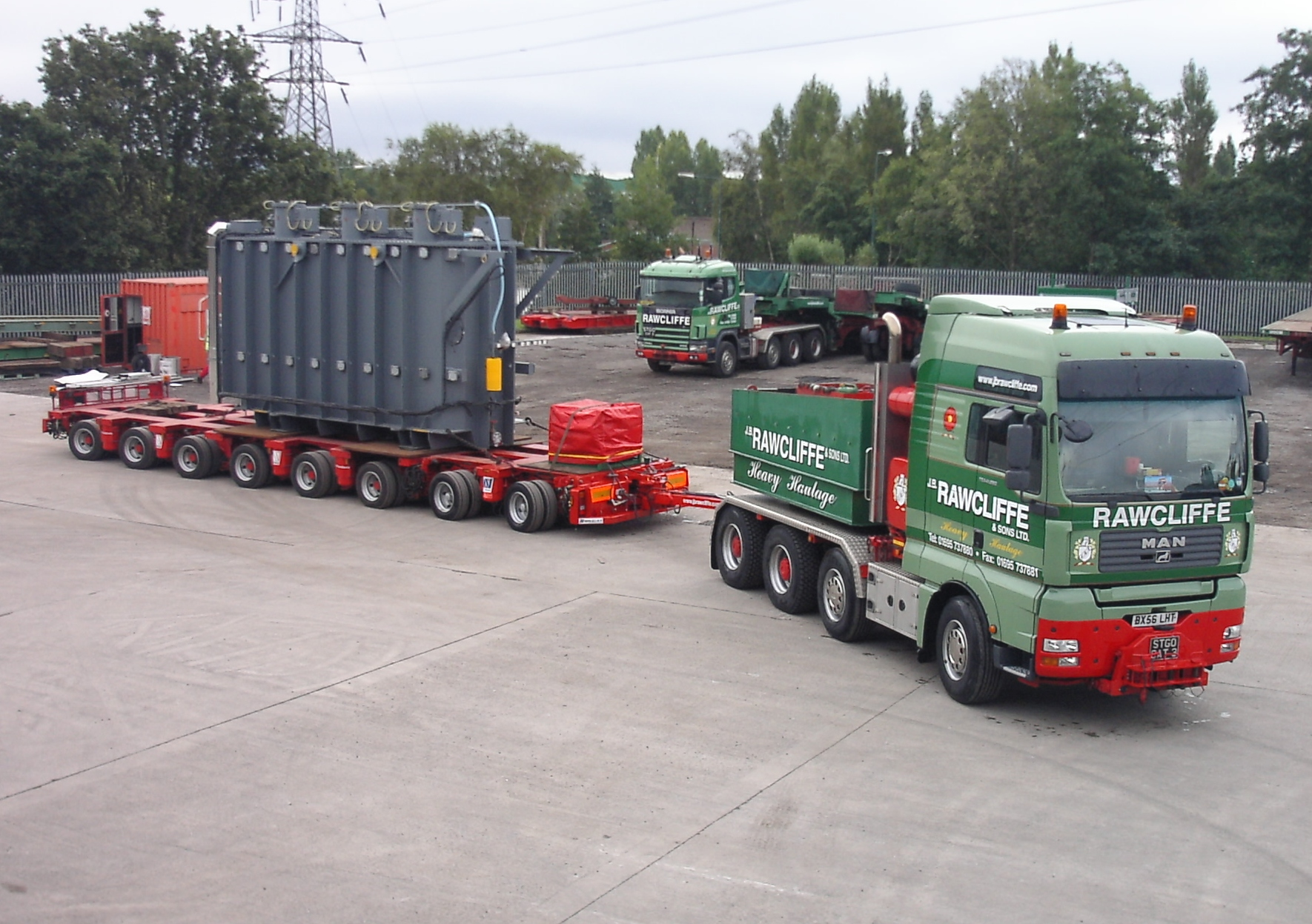
Egy másik ballasztos, de már négytengelyes nehézvontató transzformátort vontat (MAN TGA), háttérben egy nyerges nehézvontatóval (Scania)

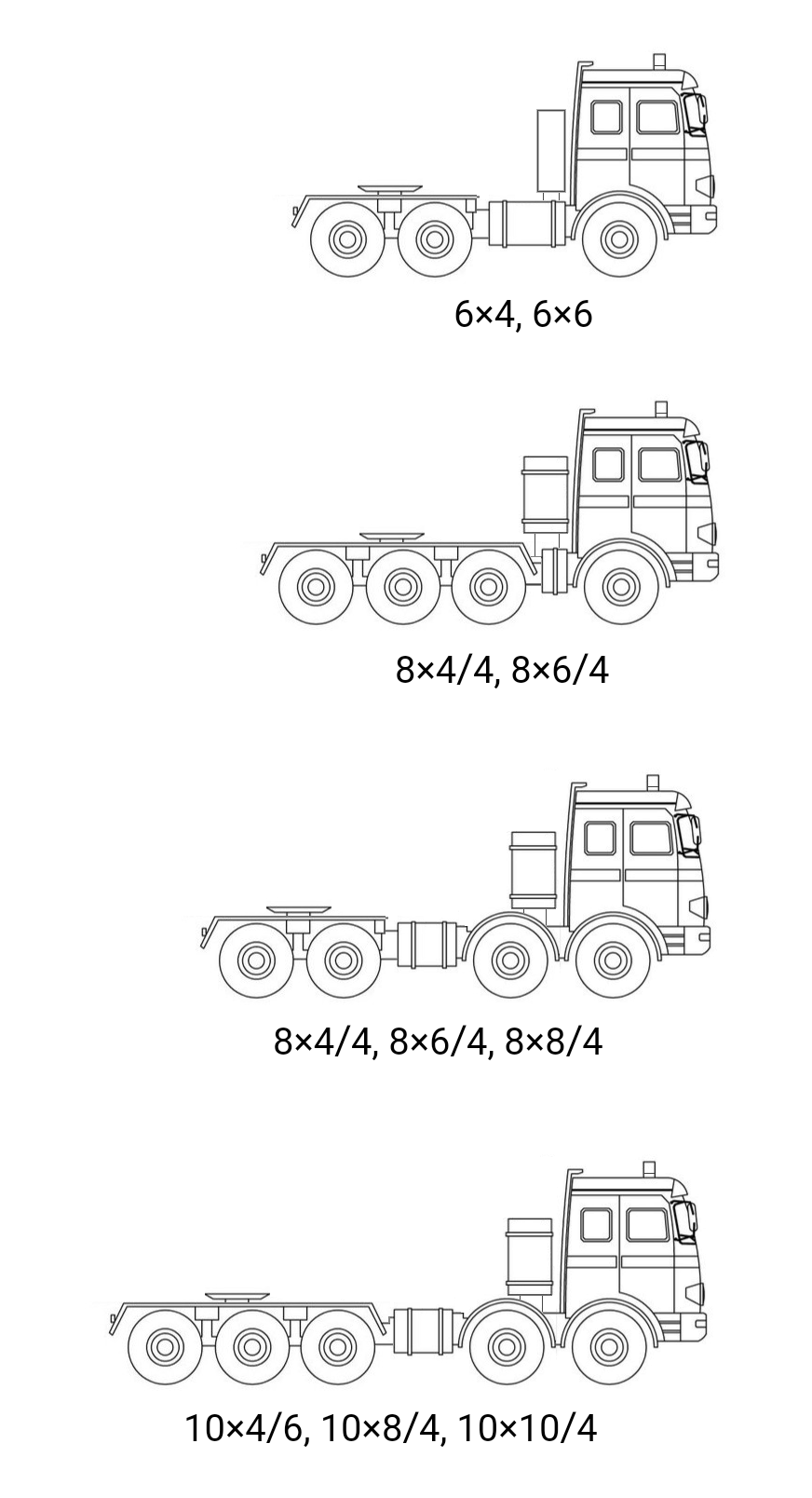
A legelterjedtebb vontatótípusok jellemző három, négy és öttengelyes kerékképletekkel

A nehézvontatók korábban két tengellyel is előfordultak, az 1980-as évektől viszont már minden esetben legalább háromtengelyesek, mert a nyereggel vontatott tréler rájuk nehezedő nyeregnyomása olyan nagy, hogy azt már csak a nyereg alatti meghajtott (azaz dupla abroncsozású) ikertengelyek képesek elbírni. Emiatt legalább kettő, de gyakran három hátsó tengelye is van egy nehézvontatónak (1+2, 1+3), ami utóbbi esetben már négy tengelyessé válik. A vontatóknak jelentős lehet a saját tömege is a motor és a segédberendezések miatt, ami szükségessé teheti az első tengely megduplázását is, ezáltal a két hátsón kívül két mellső, kormányzott tengelye is lehet (2+2). Ez utóbbi elrendezés jobb terepjáró képességgel bír, ezért összkerékhajtással ideális terepen való vontatáshoz is. A tengelyszám nemcsak a terhelhetőség miatt fontos, hanem mert sok országban előírás rendelkezik a megengedett legnagyobb tengelyterhelésről is. Emiatt ritkábban ugyan, de akár öt tengelyes is lehet egy nehézvontató, ahol a három hátsó tengely a nyerget, míg az első kettő a motort és a berendezéseket támasztja alá (2+3), de lehet négy is hátul és egy a fülke alatt (1+4). Ilyen vontatókat viszont már csak egyedi rendelésre készítenek, ahogy néhány különleges hattengelyest is (1+5). A tengelyek elrendezése öt vagy hat tengely esetén már kevésbé számít, mert nagyon rövidek a tengelytávolságok. Az ilyen „százlábú” vontatókat szinte csak nyergesvontatásra használják mélyágyas vagy munkagépszállító trélerekhez, mert a sok saját tengellyel adott esetben meg lehet spórolni a tréler elülső kerekeit, ami könnyebb közlekedést és fel/lepakolást tesz lehetővé.
A vontatók meghajtása általában a hátsó tengelyekre hat, általában az első és a középső tengelyük kormányozódik, de lehetnek összkerékmeghajtásúak is.

### Forma

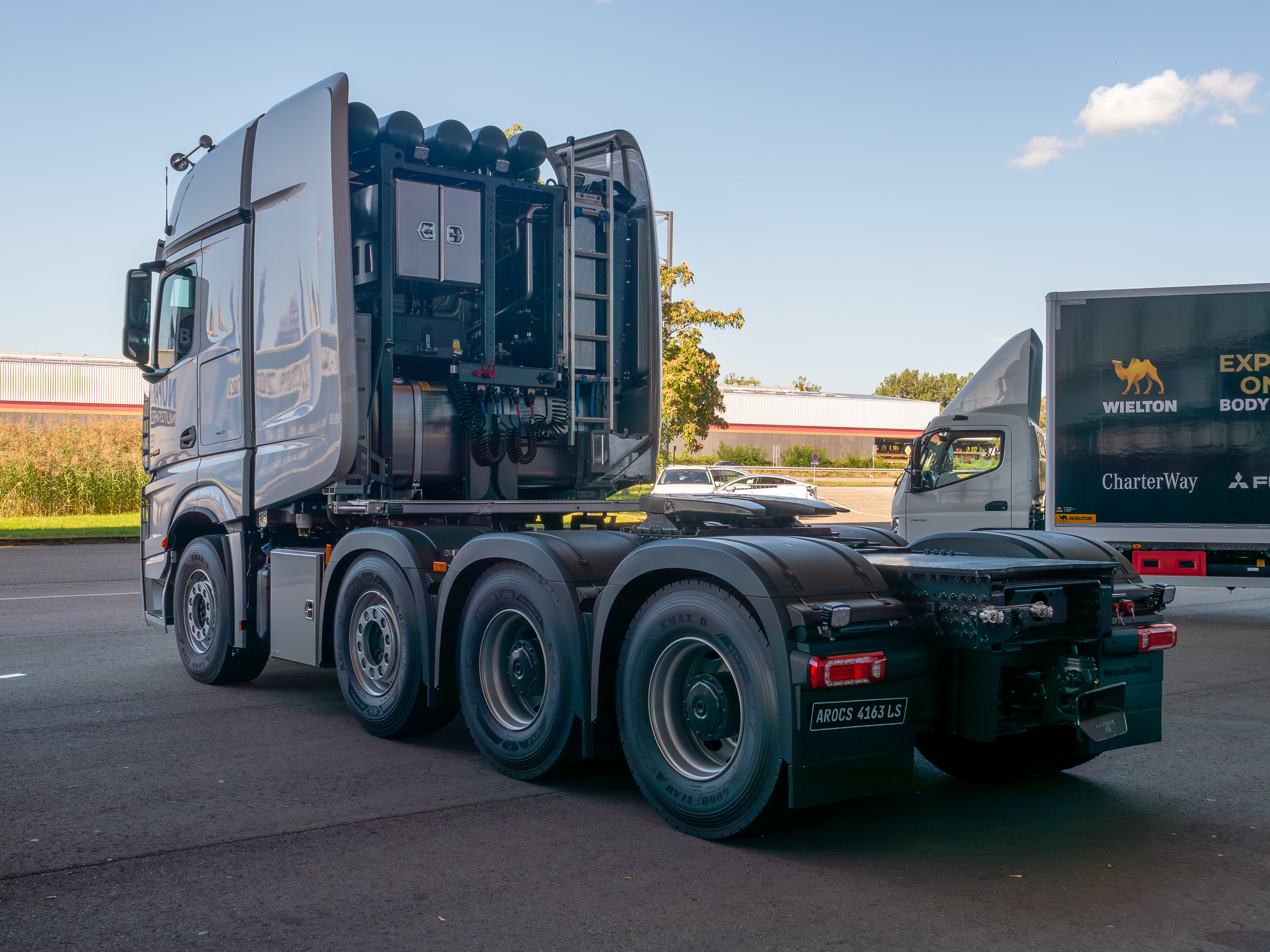
A Mercedes Actros nehézvontató műszerblokkja

A nehézvontatók további sajátossága a „műszerblokk” a fülke mögött, amit „toronynak” is szoktak nevezni. Mivel a rövid alvázról a tengelyek kiszorítják a normál esetben az alvázon helyet kapó alkatrészeket, mint üzemanyagtartály, levegő és olajtartály stb., ezeket kénytelenek a fülke mögé felhalmozni. Ráadásul a vontatók nagyobb hatásfokon üzemelnek az átlagos teherautókhoz képest, emiatt nagyobb üzemanyag mennyiségre van szükségük, amihez nagyobb tartály kell, ugyanakkor általában lassabb tempóban haladnak a szerelvény nagy súlya miatt, így nincs a hűtéshez elegendő menetszél, ezért gyakran hűtőaggregát felszerelése is szükséges. Ezek a berendezések így aztán eleve a fülke mögé kerülnek egy kupacba a többi alkatrésszel együtt. Előfordulhat itt még csörlő is járművek trélerre vontatására, és nemritkán a pótkeréknek is itt szorítanak helyet. Ezeken kívül gyakran a kipufogórendszert is a fülke mögött vezetik fel kémény formájában, így az is a blokk részét képezi. A blokk a vontató típusától függően tartalmazhat több vagy kevesebb segédberendezést is. Néhány gyártó egyedileg bedobozolta a fülke mögötti tartozékokat és a 2000-es évek óta divat lett a fülkével megegyező oldalfallal történő lefedés is.

### Fülke

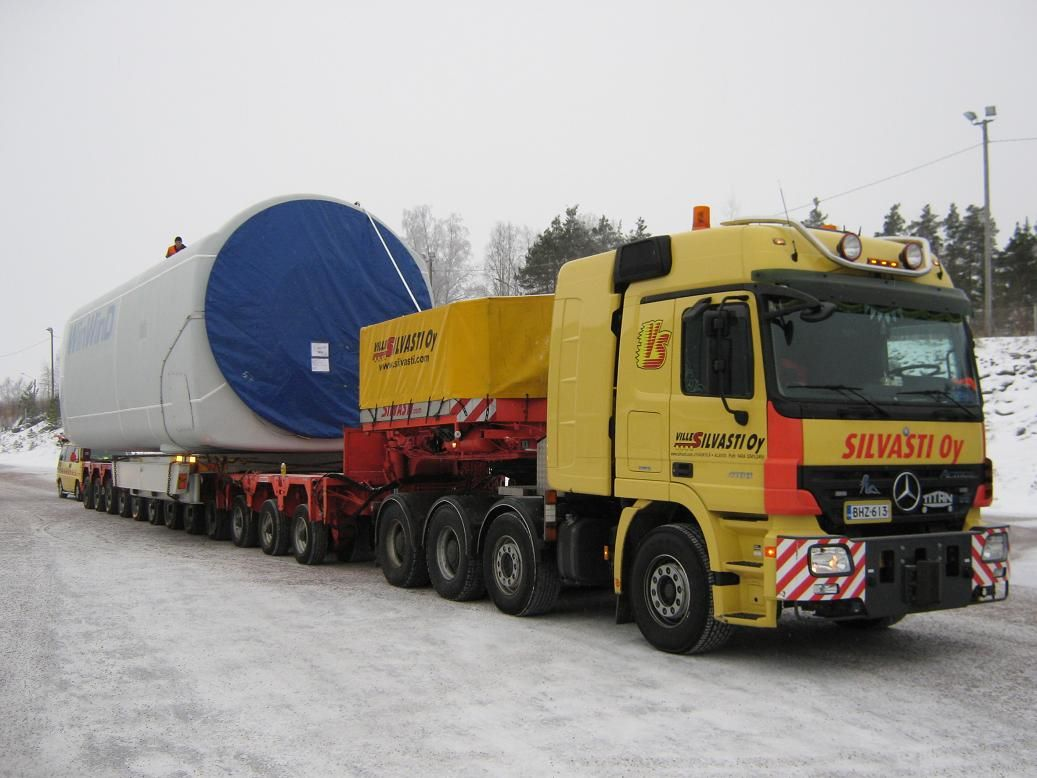
Nehézvontató gyári takarófallal, turbinát szállító nyerges trélert vontatva (Mercedes Actros)

A nagy teherautógyártók nehézvontatóinak fülkéje ugyanolyan, mint azé a típuscsaládé, amibe beletartoznak. Általában hálófülkés vagy magasított hálófülkés kabinjuk van, mert gyakran ők is nemzetközi fuvarban vesznek részt, ráadásul mivel sokszor csak meghatározott időben és akkor is lassabban haladhatnak, a menetidő is hosszabb, így lényeges, hogy a vezetők tudjanak hol pihenni. A különbség a hagyományosabb teherautók fülkéihez képest a lökhárító lehet: bizonyos nehézvontatók elöl is fel vannak szerelve vonófejjel, ennek a hordozására és a rá ható terhelés elviselésére acélból készült, masszív, alvázhoz rögzített lökhárítóra cserélik a szokásos műanyagot. A lökhárítókra gyakran figyelmeztető terelőcsíkokat festenek, a fülke tetején pedig minden esetben megkülönböztető jelzésként sárga forgó vagy villogó lámpa kell legyen, mint minden különleges tehergépkocsin.

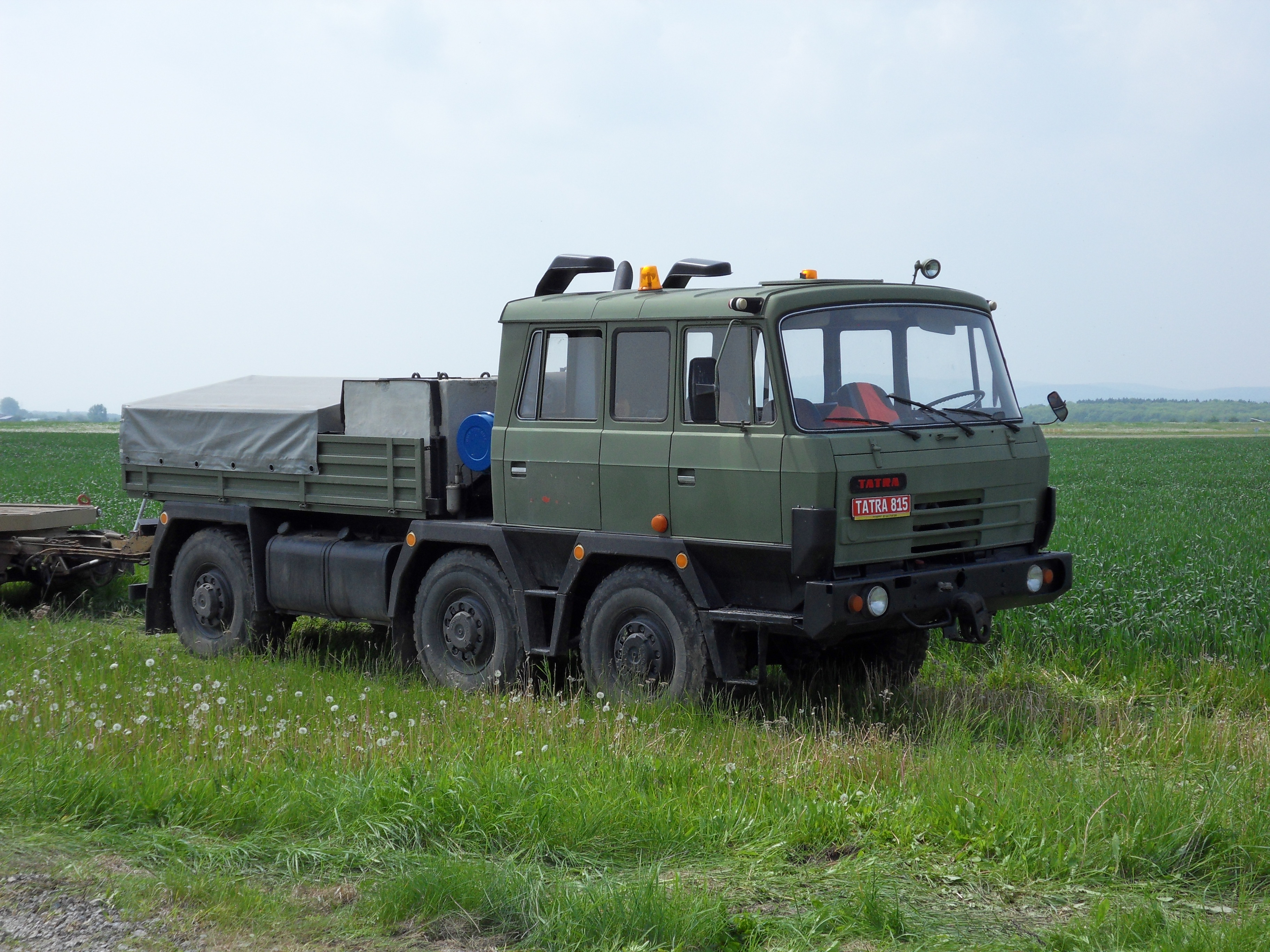
Tatra 815 6x6-os nehézvontató katonai színekben

Bizonyos nagy cégek rendhagyó nehézvontatókat is készítettek, az egyik legismertebb ilyen típus a cseh Tatra cég 813-as és 815-ös sorozatából kikerült háromtengelyes, összkerékhajtású, szólóabroncsozású vontatói voltak, melyeknek elől volt dupla és hátul szimpla tengelye, valamint hatszemélyes, négyajtós fülkével, „dupla fülkével” rendelkeztek. A cseh cég robusztus autóit a civil felhasználók mellett a katonaság is előszeretettel használta.

## Speciális nehézvontatók

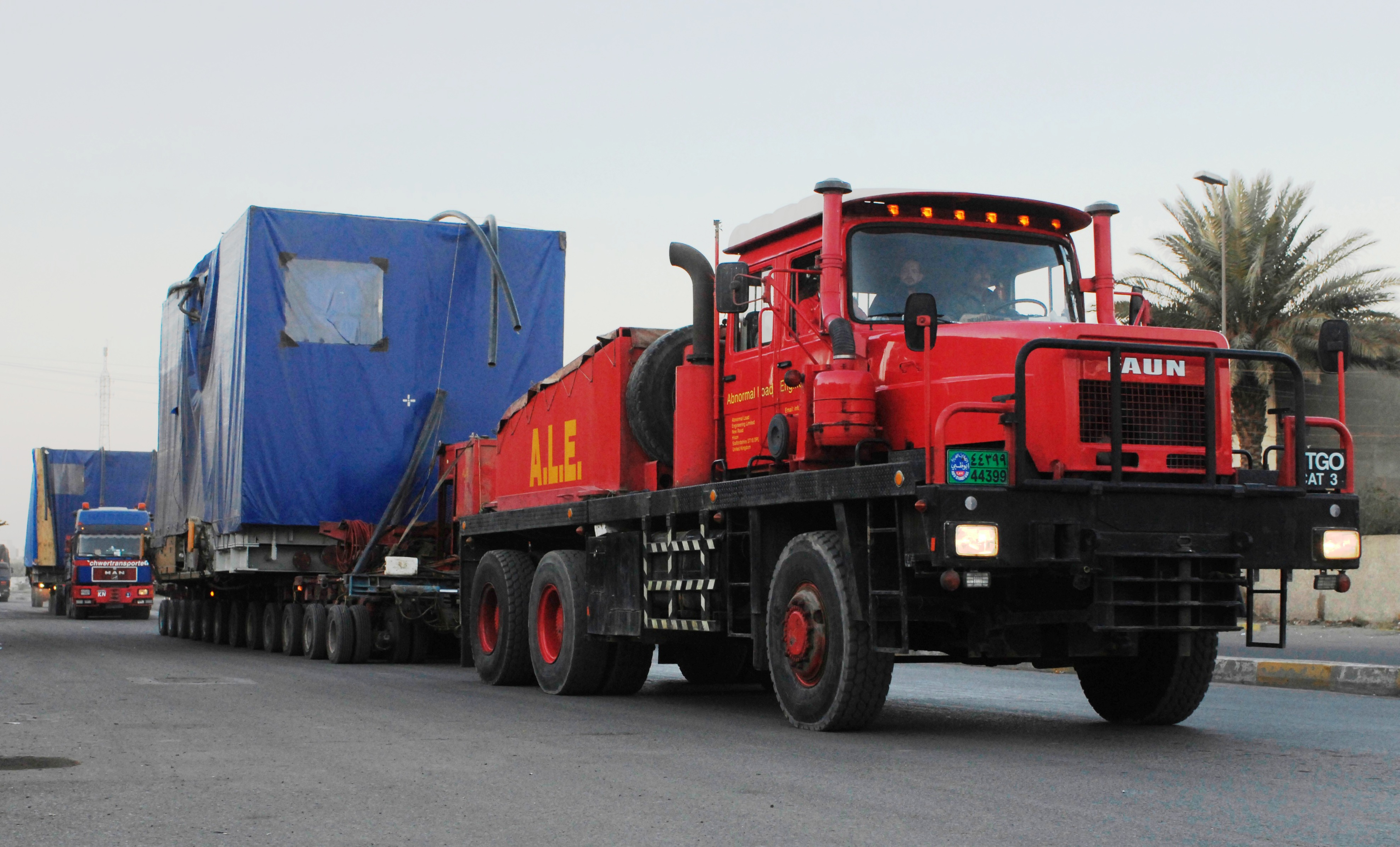
A Faun cég egyik speciális vontatója

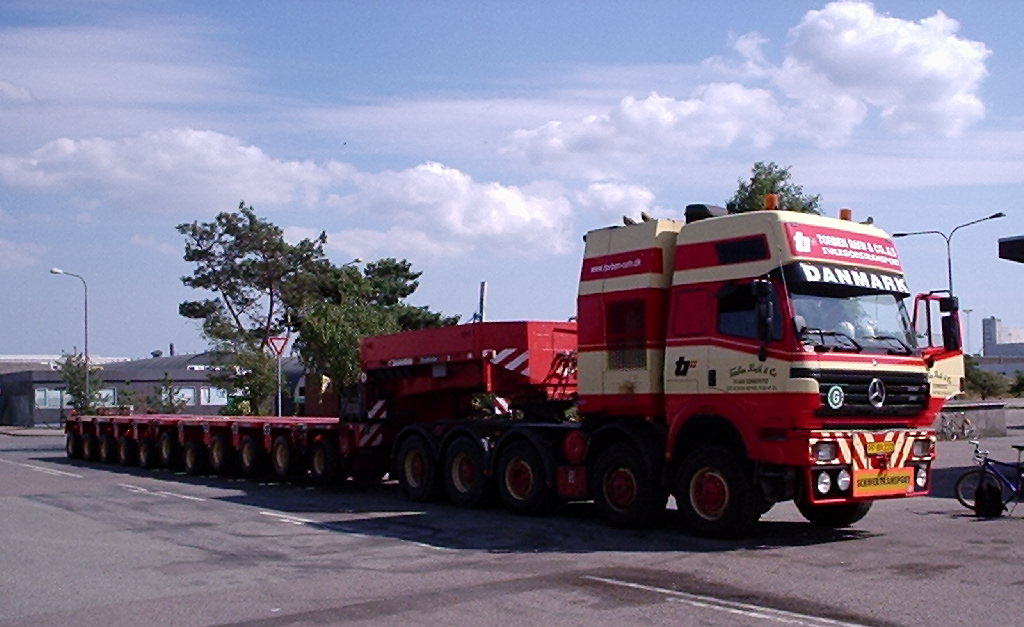
Mercedes SK 5653 típusú öttengelyes vontató, ami egyedi megrendelésre készült a dán Torben Rafn cégnek

A speciális nehézvontatókat az különbözteti meg a széria nehézvontatóktól, hogy erre szakosodott cégek készítik őket, leginkább egyedi megrendelés alapján. Ezek a járművek a szériajárművekhez képest bármilyen kivitelűek, bármilyen teljesítményűek lehetnek, nemritkán speciális körülmények közötti fuvarozásra készülnek, legtöbbször összkerékhajtással. Ezen vontatók javarészt más, szériavontatókat gyártó cégek autóinak alkatrészeiből és egyéb alkatrészekből állnak, amikből a megrendelő egyedi igényeinek megfelelően alakítják ki a vontatót. Például a német Titan cég főleg Mercedes teherautók alkatrészeit használja a saját vontatóihoz, de MAN vagy Iveco teherautók is képezték már modelljeik alapját, a francia Nicolas cég vontatóihoz Renault teherautók vezetőfülkéit használja, a holland GINAF pedig DAF, de már Ford teherautók alapján is gyárt járműveket, míg a Toni Maurer MAN-ok egyedi kiviteleivel foglalkozik. A már megszűnt Faun gyár a hetvenes-nyolcvanas években a Magirus cég teherautójának átépített fülkéjét használta jellegzetes „csőrös” járműveihez. A további alkatrészek megint más gyártóktól származnak, a meghajtás lehet gyári, például Mercedes, vagy valamely egyéb gyártó (Caterpillar, Cummins stb.) motorja, de egyedileg is készülnek különböző alkatrészek. A speciális vontatókat és járműveket készítő cégek közül több már megszűnt, de a járműveik közül sokan, akár felújítást követően jelenleg is használatban van. Több ilyen cég bedolgozóként vesz részt a multinacionális járműgyártók széria nehézvontatóinak létrejöttében, erre ugyancsak a Titan példa a Mercedes esetében.

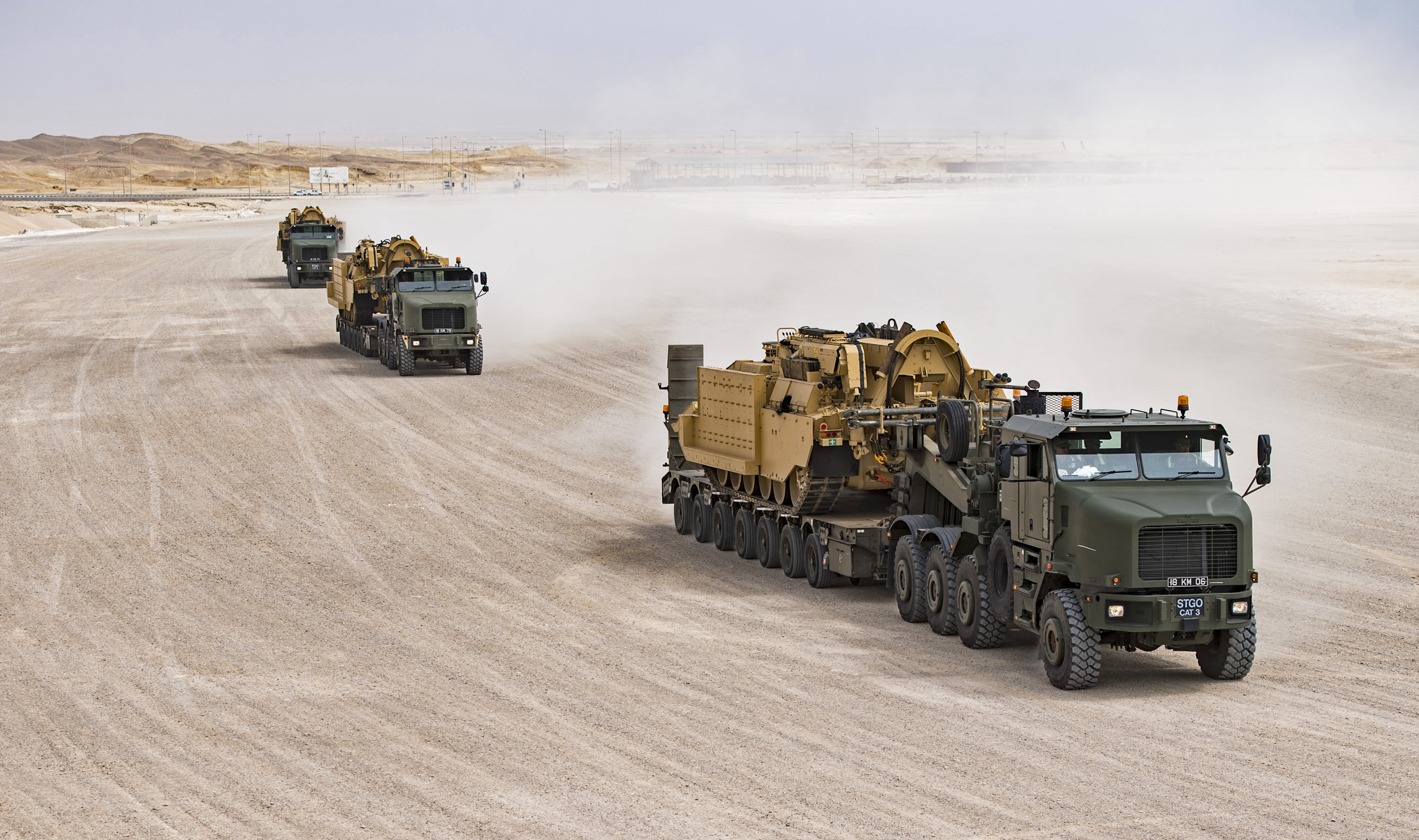
Oshkosh 1070F katonai vontatók konvoja egy ománi gyakorlaton

A speciális vontatók közé tartoznak még a katonai nehézvontatók is, amelyek harckocsiszállító trélerek vontatására szolgálnak, bár ilyeneket a széria teherautógyárak is készítenek. Ezek a járművek már nem csak teljesítményükben különböznek a hagyományos teherautóktól, hanem mert páncélozottak is, és egyéb módokon is jobban ellenállnak a külső körülményeknek, mint az időjárás vagy a terepviszonyok. Emiatt ezek a vontatók is szinte kivétel nélkül összkerékmeghajtásúak és katonai járművek lévén puritánabbak, mint a civil járművek, de a feladataikat praktikusan ellátják. Sok katonai nehézvontató leszerelésüket követően a polgári fuvarozócégekhez kerül, ahol civil nehézvontatóként folytatják pályafutásukat, ez történt például Faun SLT-50 és Oshkosh 1070 vontatókkal is.
Léteznek még ipari nehézvontatók is, ezek a nevüknek megfelelően „házon belüli” fuvarozásra valók, azaz ipari területeken, gyárakon belül vontatják a túlsúlyos szállítmányokat, például acélfeldolgozóknál, de ide tartoznak a repterek repülővontatói is. Ezek a járművek kialakításuk, méretük és alacsony sebességük miatt amúgy sem alkalmasak közúti forgalomra, de nem is ez a céljuk. Az ilyen vontatókat leggyakrabban már nem is teherautócégek, hanem a trélergyártók állítják elő.

## Vontatás

### Nyereggel

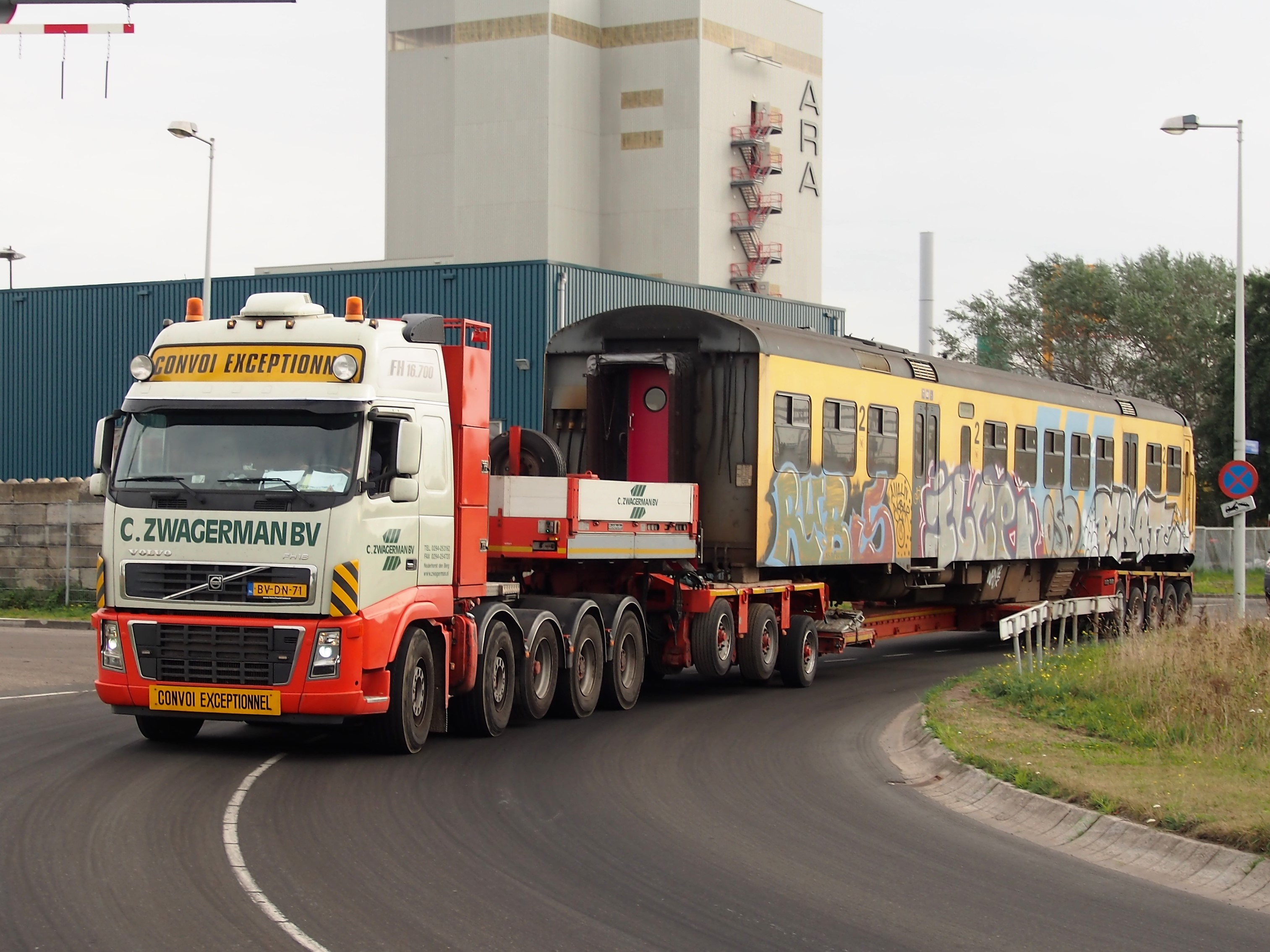
Öttengelyes Volvo FH16 nyerges vontató vasúti járművet szállít

A nehézvontatók nyereggel a trélerek „hattyúnyaknak” nevezett alkatrészéhez kapcsolódnak, ez ugyanúgy rögzül a nyereghez, mint a normál félpótkocsik. A hattyúnyak tetején rendszerint kis plató van kialakítva, amibe némi ballasztsúlyt helyezve növelhető a vontató tapadása, ez javítja a vonóerőt. A nyereggel vontatott szerelvényeknek kanyarodáskor sok esetben kisebb a fordulókörsugaruk.

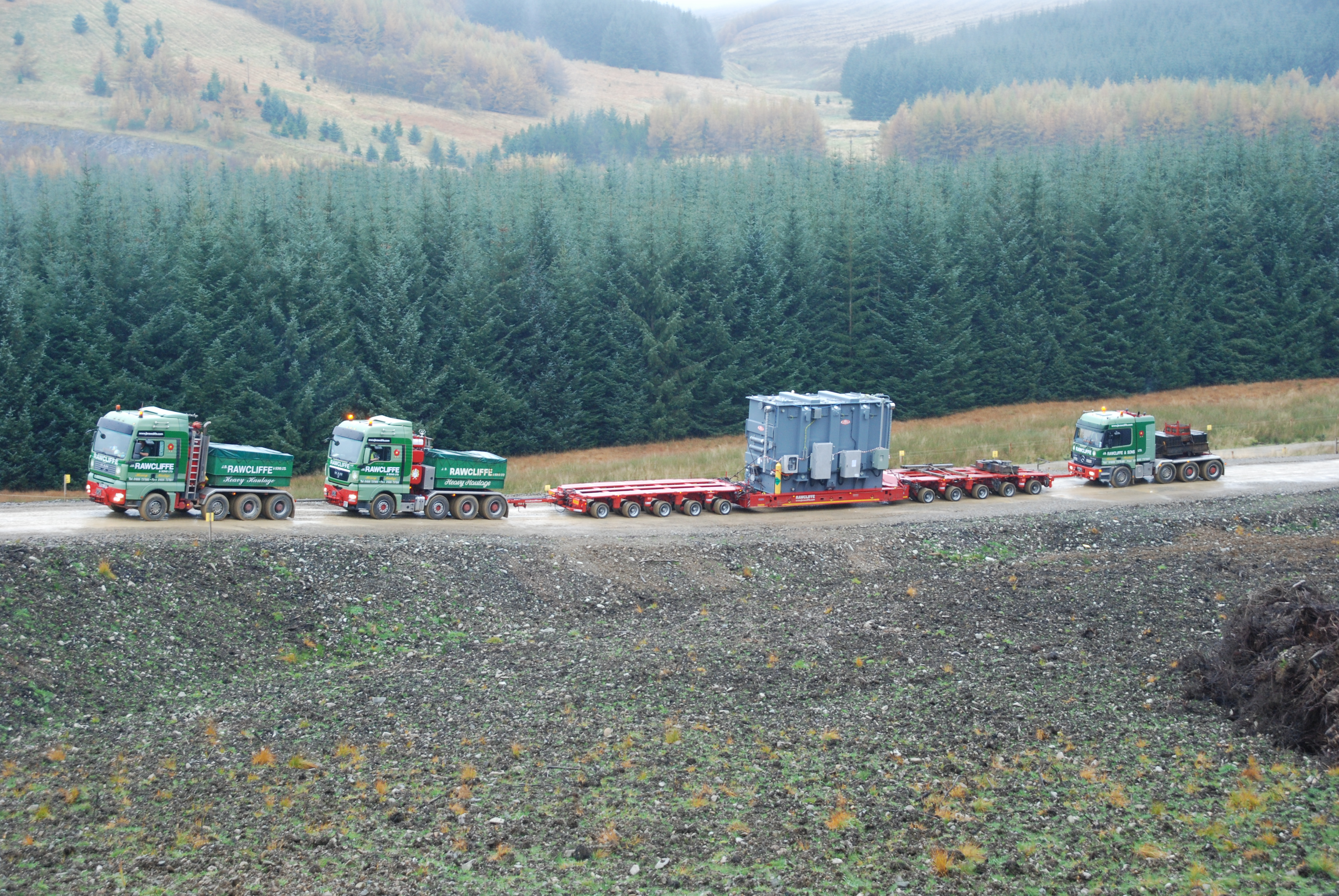
Két vontató vontatta tréler, amit egy harmadik hátulról tol (MAN TGA, MAN TGX, Mercedes Actros)

### Vonórúddal
A vontatók alapesetben nyergesvontatóként funkcionálnak, de a legtöbb nehézvontató „vegyes használatú”: ezek nemcsak nyergesvontatóként, hanem vonórudas vontatóként is használhatók vonórudas trélerekhez, amikor azokat vonórúddal a vonófejhez kapcsolják. Ebben az esetben egy kisebb platót, a „ballasztplatót” helyezik a nyeregszerkezet fölé, amibe ballasztsúlyt (pl. betontömböket) helyeznek a nagyobb önsúly és a jobb tapadás érdekében. Erre azért van szükség, mert itt a trélerről már nem hat terhelés a vontatóra a nyeregszerkezeten keresztül, ami elegendő nyomatékot adna a vonóerő kifejtéséhez, ezért ezt ballasztsúllyal kell pótolni. (Kevésbé elegáns megoldás, amikor a ballasztot „pőrén”, simán az alvázra helyezik.) A ballasztplató lehet kisebb vagy nagyobb, és gyakran takaróponyva is jár hozzá. Ha van hely néhány eszközt, tartozékot is a platón szállítanak. Régi, főleg brit gyártású nehézvontatók között viszont akad olyan, amelyik fix ballasztplatóval rendelkezik, nyeregszerkezete nincs.
A vontatók egy részén kialakított mellső vonófej akkor jut szerephez, amikor:
1. a szerelvényt be kell tolni valahová (pl. csarnokba), ezt hívják „pelikánozásnak”,
2. hátulról kapcsolódik a szerelvényhez, azt tolja, fékezi, hátulról koordinálja,
3. összekapcsolódnak egymással, hogy összeadódjon a vonóerejük egy nagyobb tömegű szerelvény esetén.

## A legerősebb vontatók
A legerősebb nehézvontatók mind speciális gyártók termékei közül kerültek ki, nem véletlenül. Amerikában a Melroe M880 vontató volt talán a legerősebb 900 LE-s motorral (kb. 671 kW), ez a vontató hatalmas, nyolckerekes, szimmetrikus kialakítású volt, amit mindkét irányba lehetett vezetni. A vontatót a Melroe nyolckerekes dózeréből alakították ki. A Melroe vontatóból kettő is készült és Alaszkában használták, mérete miatt közúti közlekedésre nem volt alkalmas.
A rekorder közúti fuvarozásra is alkalmas nehézvontató sokáig a német Faun cég „Gigant” (HZ 70.80/50 W típusjelű), szintén nyolckerekes, azaz négytengelyes, összkerékhajtású vontatója volt. Motorja 16 hengeres dízelmotor volt 811 LE-vel (kb. 600 kW). Vontatási kapacitása nagyjából 500 tonna. Ebből a vontatóból is csak pár darab készült spanyol és egyiptomi megrendelésre. A Faun egy hattengelyes, duplamotoros, összesen 1050 LE-s vontatót is tervezett hajóvontatáshoz a Szuezi-csatornára, de az F 60.100 W típusú vontató sosem jutott el a legyártásig.

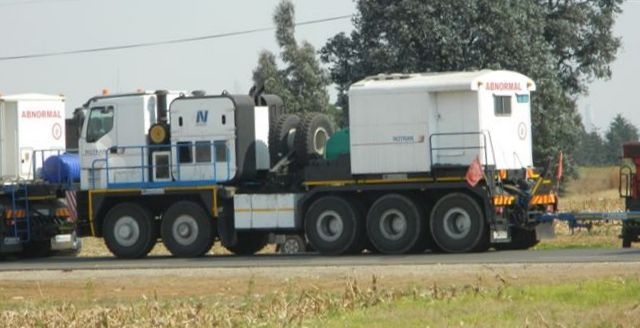
Nicolas Tractomas TR 1010 D100

Ezt a francia Nicolas cég Tractomas TR 1010 D100-as vontatója követte 2005-ből. A jármű öttengelyes (2+3 tengellyel), összkerékhajtású (10x10), motorja Caterpillar V12-es, 12 hengeres dízelmotor 912 LE-vel (kb. 680 kW). A vontató saját tömege 40 tonna, terheléssel 71 tonna lehet, az összgördülő tömeg (vontató + tréler + szállítmány) pedig 600 tonna körül lehet. Ebből a vontatóból összesen négy darab készült a dél-afrikai ROTRAN cég számára.
Említést érdemel az a MAN TGX is, ami 2019-ben „Németország legerősebb vontatója” volt: ez a MAN TGX 41.640 8x6/4 XXL a Toni Maurer műszaki módosításaival 500 tonna vontatási kapacitással rendelkezik, két darab is készült a Baumann speciális szállítócég számára.
Mindezeket 2023-ban szintén egy Baumannak készült vontatótípus taszította le a trónról, mikor egy Mercedes-Benz Arocs SLT 4463 AS 8x6 típusú vontató jelent meg, a Paul Nutzfahrzeuge műszaki módosításaival 1000 tonnára emelkedett a vontatóval vontatható összgördülő tömeg. Ezek a vontatók gyakran így is csoportosan szoktak vontatási műveletekben részt venni.

## Gyártók
× = már nem aktív gyártó

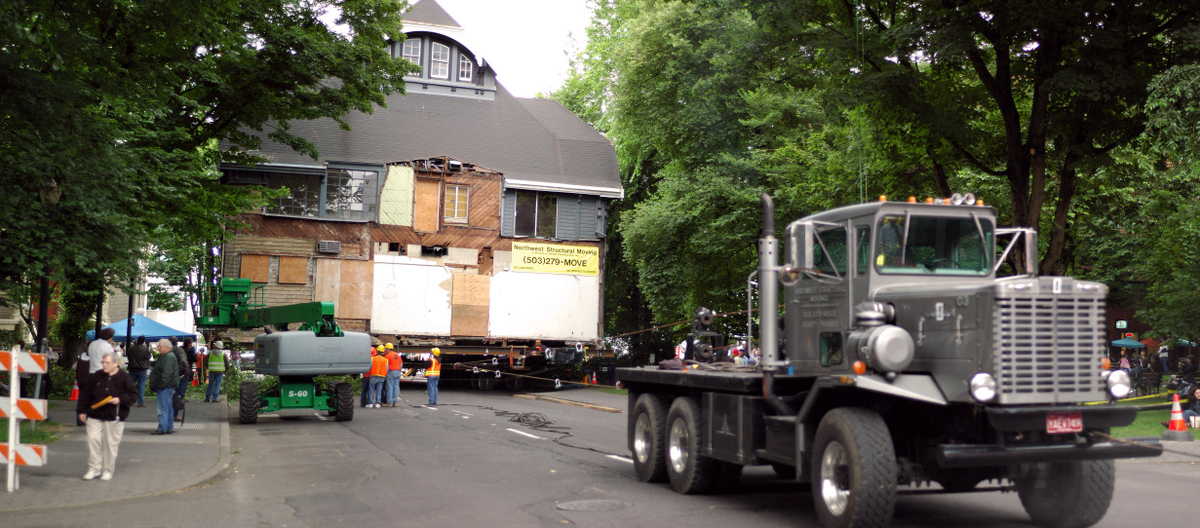
Egy Oshkosh vontatta ház az Egyesült Államokban

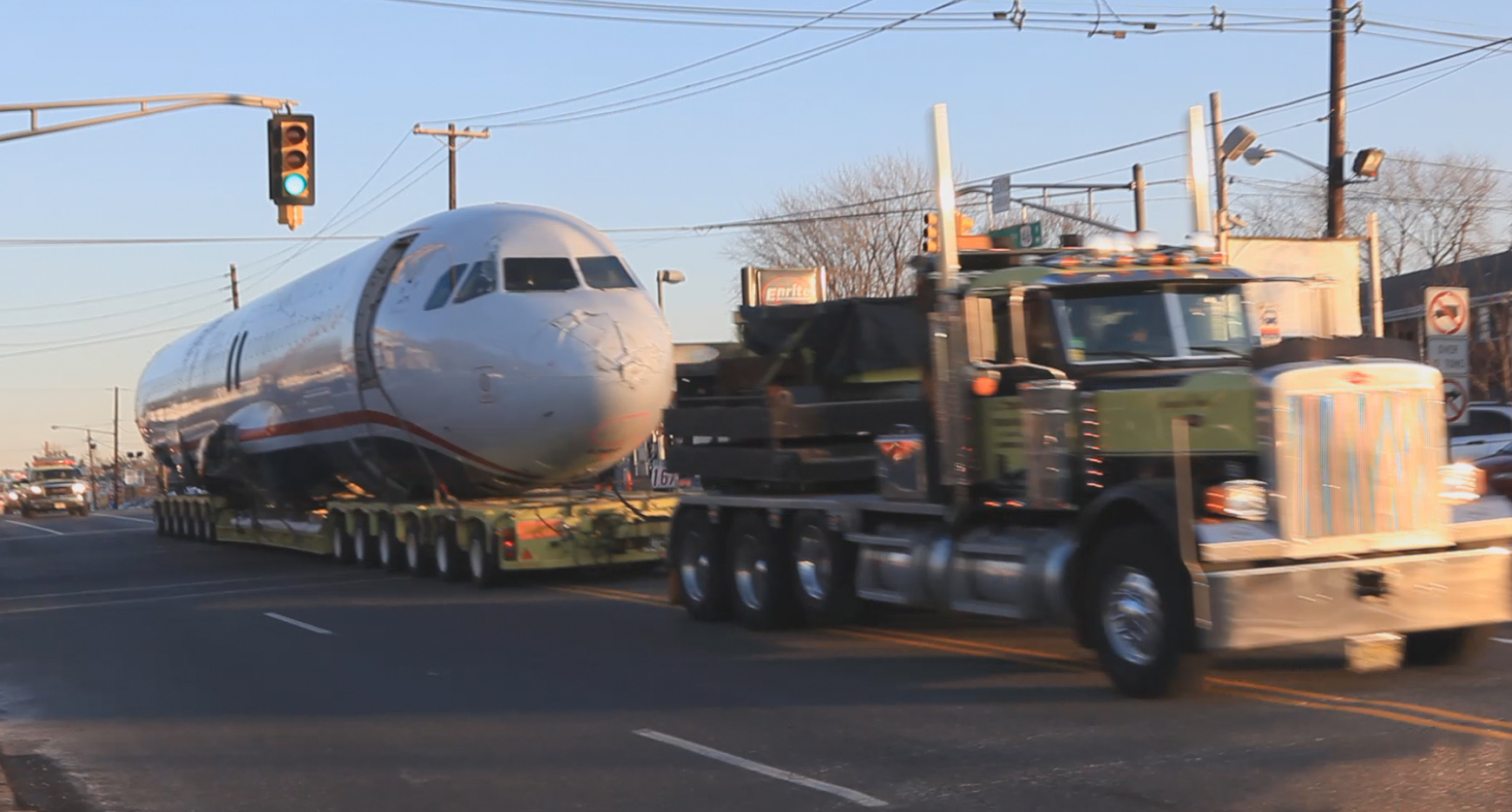
Egy Peterbilt nehézvontató a US Airways 1549-es járatának repülőroncsát vontatja, amelyik 2009. január 15-én hajtott végre kényszerleszállást a Hudson folyón, New Yorkban

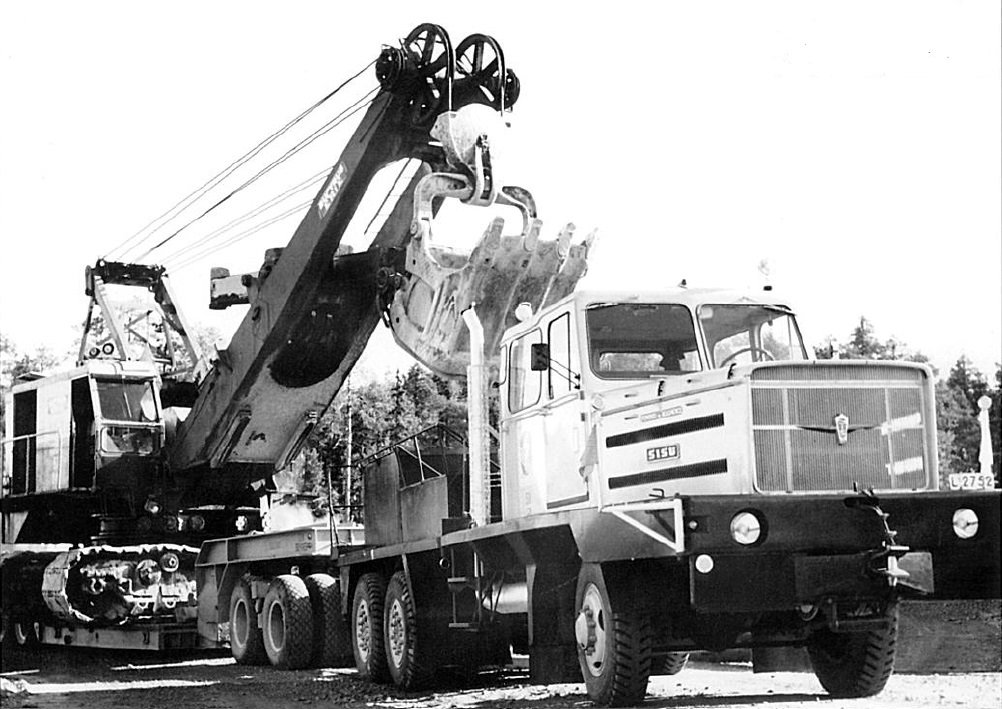
A finn Sisu K–50SS az észak-európai országokban valaha gyártott legnagyobb közúton használható jármű.

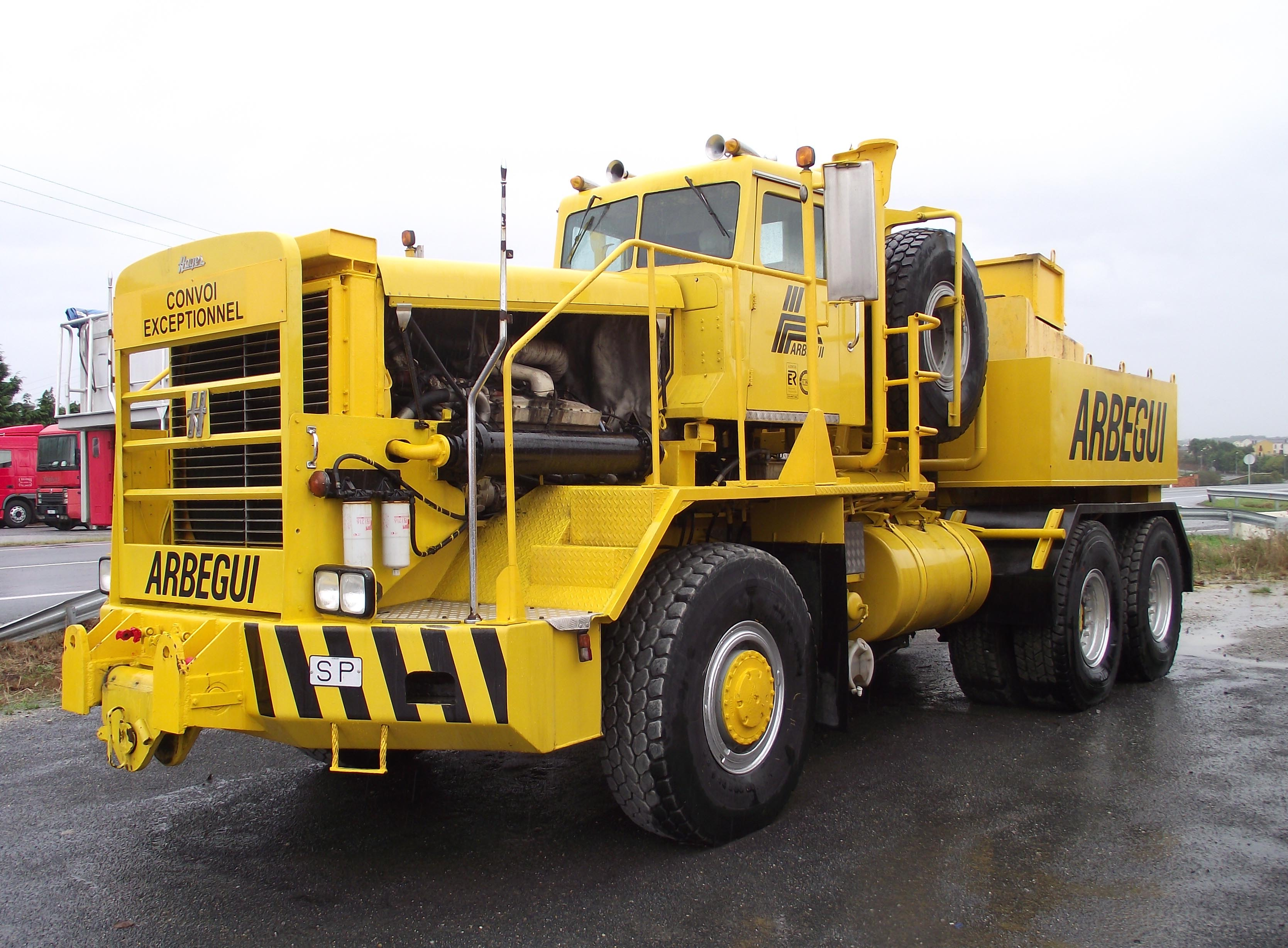
Régi Hayes nehézvontató a spanyol Arbegui fuvarozócég szolgálatában

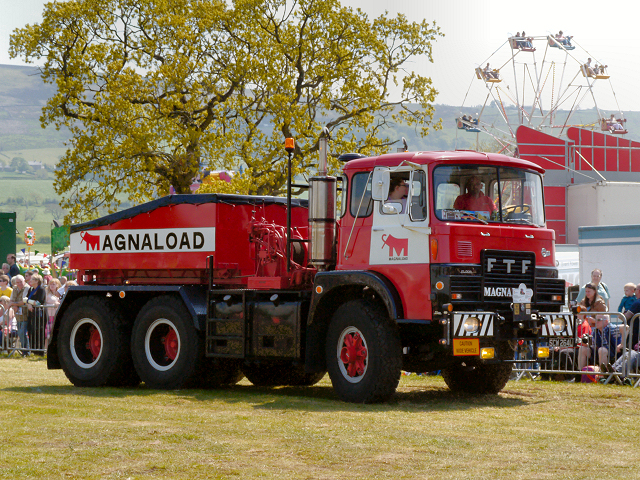
FTF nehézvontató

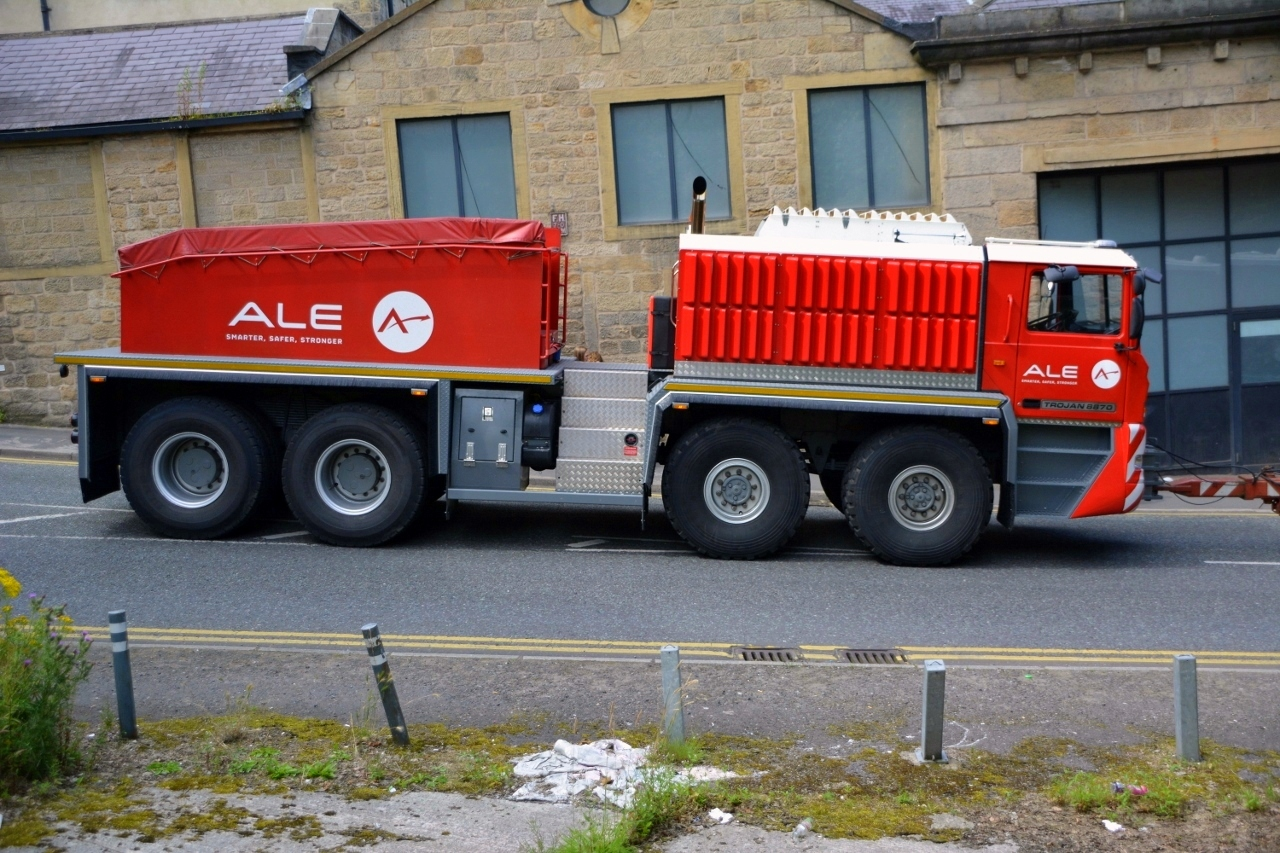
Brit Unipower/Trojan vontató

Nagy teherautócégek, akik nehézvontatókat is gyártanak:
- MAN / ÖAF (Németország)
- Mercedes-Benz (Németország) (A Titan és NAW cégekkel)
- Scania (Svédország)
- DAF (Hollandia)
- Iveco (Olaszország) (Az Astra-SIVI céggel)
- Volvo (Svédország)
- FTF (Hollandia) ×
- ERF (Nagy-Britannia) ×
- Scammell (Nagy-Britannia) ×
- Tatra (Csehország)
- Peterbilt (USA)
- Kenworth (USA)
- Mack (USA)
- Western Star (Kanada)

Speciális gyártók:
- Titan (Németország)
- Nicolas (Franciaország)
- GINAF (Hollandia)
- Sisu Auto (Finnország)
- MOL (Belgium)
- Astra (Olaszország)
- Laxå (Svédország)
- Popp (Németország)
- Paul (Németország)
- Toni Maurer (Németország)
- Kamag (Németország)
- Gaussin (Franciaország)
- Oshkosh (USA)
- Faun GmbH (Németország) ×
- NAW (Svájc) ×
- BTO Trabosa (Spanyolország) ×
- Kaelble (Németország) ×
- Willème (Franciaország) ×
- Rotinoff Motors Ltd (Nagy-Britannia) ×
- Unipower (Nagy-Britannia) ×
- Hayes (Kanada) ×
- Pacific (Kanada) ×

## Fordítás
- Ez a szócikk részben vagy egészben  a   Ballast tractor című angol Wikipédia-szócikk ezen változatának fordításán alapul.  Az eredeti cikk szerkesztőit annak laptörténete sorolja fel. Ez a jelzés csupán a megfogalmazás eredetét és a szerzői jogokat jelzi, nem szolgál a cikkben szereplő információk forrásmegjelöléseként.